# Gryfice
Gryfice [ɡrɨˈfʲit͡sɛ], tyska: Greifenberg in Pommern, kasjubiska: Grifiô Góra, är en stad i nordvästra Polen, belägen 90 km nordost om Szczecin. Tätorten har 16 933 invånare och är centralort för en stads- och landskommun med totalt 24 034 invånare (2013). Gryfice är även administrativt säte för distriktet Powiat gryficki i Västpommerns vojvodskap.

## Geografi

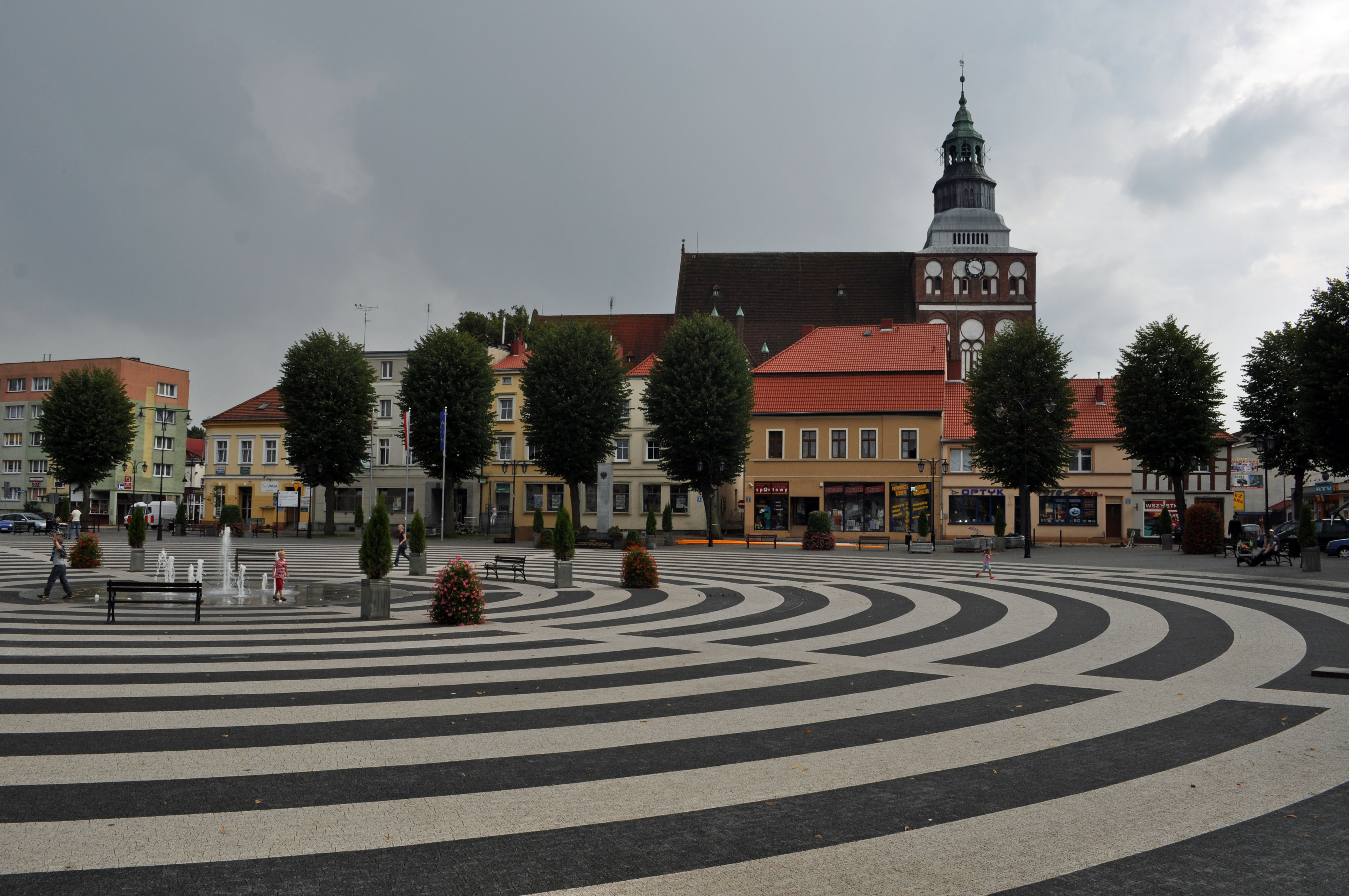
Stadens torg (2011). I bakgrunden Mariakyrkan.

Gryfice ligger i det historiska landskapet Hinterpommern, i östra delen av Västpommerns vojvodskap vid floden Rega. Avståndet till Östersjön är 28 kilometer. Norr om staden ligger flera badorter vid kusten, Pobierow, Rewal, Niechorze och Mrzeżyno.
Närmaste större städer är Kołobrzeg, 48 km åt nordost och Szczecin, 90 km åt sydväst.

## Historia

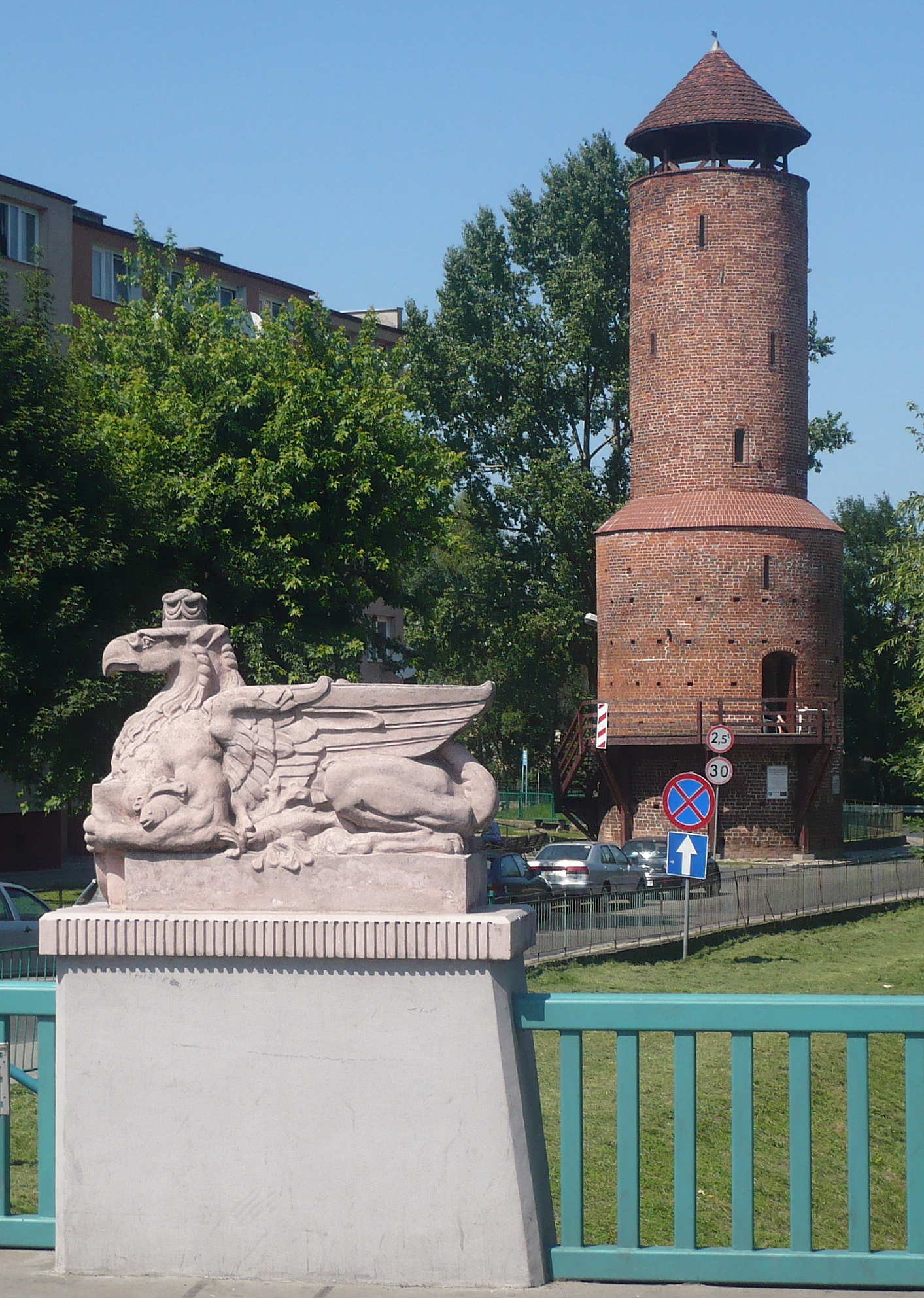
Det medeltida Kruttornet är ett av stadens landmärken och tillhör de bevarade delarna av stadsmuren.

Under medeltiden tillhörde området Pommern. År 1121 stod Slaget vid Niekładź i närheten av den nuvarande staden, då storhertigen Boleslav III av Polen besegrade de pommerska hertigarna Vartislav I och Svantepolk I.
Staden grundades av hertigen Vartislav III av Pommern år 1262, då ståthållaren Jakob von Trebetow fick i uppdrag att bygga upp en bosättning vid floden Rega. Staden erhöll stadsrättigheter enligt lybsk rätt. Efter Vartislavs död 1264 ärvde Barnim I hertigdömet och döpte den nya staden till Griphenberch efter hertigätten Grip. I slutet av 1200-talet började stadens Mariakyrka uppföras.
Staden blomstrade efter att ha erhållit tullfrihet på floden Rega och 1365 blev staden medlem av Hansan. Omkring staden uppfördes en stadsmur med tre portar, varav två fortfarande finns bevarade. I ett dokument från 1386 omnämns en latinskola i staden som var en av de första i Pommern. Under 1400-talet hamnade staden i konflikt med den nordliga grannen Treptow an der Rega på grund av tullarna som Treptow försökte utkräva på vägen mot Östersjön. Konflikten skärptes 1449 då Treptow spärrade floden för skepp söderifrån.
Efter trettioåriga kriget tillföll staden kurfurstendömet Brandenburg i Westfaliska freden 1648. Från 1701 var staden därmed del av kungadömet Preussen. Staden drabbades av en större stadsbrand 1658.
Under 1700-talet minskade sjöfartens betydelse och staden fick istället en växande textilindustri. Nya stadsdelar uppstod utanför den medeltida stadskärnan. År 1818 blev staden huvudort i Landkreis Greifenberg i provinsen Pommern och 1852 grundades ett gymnasium i staden. Efter 1871 var staden tillsammans med Preussen del av det tyska kejsardömet. Staden anslöts till det preussiska järnvägsnätet 1882, då en station på järnvägen mellan Altdamm och Kolberg uppfördes. Staden fick 1905 även en smalspårig järnväg som förband staden med Treptow an der Rega och Deep.
Greifenberg hade år 1939 10 805 invånare. Vid andra världskrigets slut förstördes stora delar av innerstaden i bränder när Röda armén intog staden. 1945-1946 tvångsfördrevs stadens kvarvarande tysktalande invånare och staden döptes officiellt om till det polska Gryfice. Under 1940- och 1950-talen återbefolkades staden av polska och ukrainska flyktingar, huvudsakligen från de sovjetiska områdena öster om Curzonlinjen.

## Kultur och sevärdheter
- Mariakyrkan, uppförd i slutet av 1200-talet i tegelgotik och flera gånger ombyggd, idag den katolska stadskyrkan.
- Sankt Georgskapellet, uppfört i tegelgotik omkring 1500, idag begravningskapell.
- Ortodoxa Heliga Guds Moder-kyrkan, uppförd 1911-1913 som den då protestantiska Johanneskyrkan.
- Stadsmuren uppfördes under 1200- och 1300-talen och delar av befästningsverken finns bevarade idag.
- Gryfices smalspårsjärnvägsmuseum behandlar Pommerns regionala järnvägars historia.

## Kommunikationer
Staden är ansluten till tre regionala vägar, DW 105 (Świerzno - Gryfice - Rzesznikowo), DW 109 (Płoty - Gryfice - Trzebiatów - Mrzeżno) och DW 110 (Gryfice - Karnice - Lędzin. Via DW 109 finns anslutning till DK 6 (E28).
Gryfices järnvägsstation trafikeras av PKP:s linje 402, Koszalin - Kołobrzeg - Trzebiatów- Gryfice - Płoty - Goleniów. Förutom vid centralstationen stannar tågen även i Baszewice och Górzyca Reska utanför staden.
Gryfices smalspårsjärnväg är idag till större delen nedlagd. Sträckan till Pogorzelica bedrivs som museijärnväg under sommarmånaderna.

## Kända invånare
- Johann Boldewan (1485–1529), luthersk teolog.
- David Christiani (1610-1688), teolog och matematiker.
- Karl Wilhelm Gottlob Kastner (1783-1853), kemist och fysiker.
- Conrad Pochhammer (1873-1932), läkare och universitetsprofessor.
- Ehrengard Schramm (1900–1985), socialdemokratisk politiker.
- Moriz Seeler (1896-1942), regissör, producent och författare.
- Gustav von Struensee (1803-1875), statstjänsteman och författare.
- Cezary Tomczyk (född 1984), politiker tillhörande Medborgarplattformen.
- Friedrich Heinrich Albert Wangerin (1844-1903), matematiker.

## Vänorter
- Polen: Gryfów Śląski
- Tyskland: 
  - Güstrow, Mecklenburg-Vorpommern
  - Meldorf, Schleswig-Holstein